# Poppo von Osterna

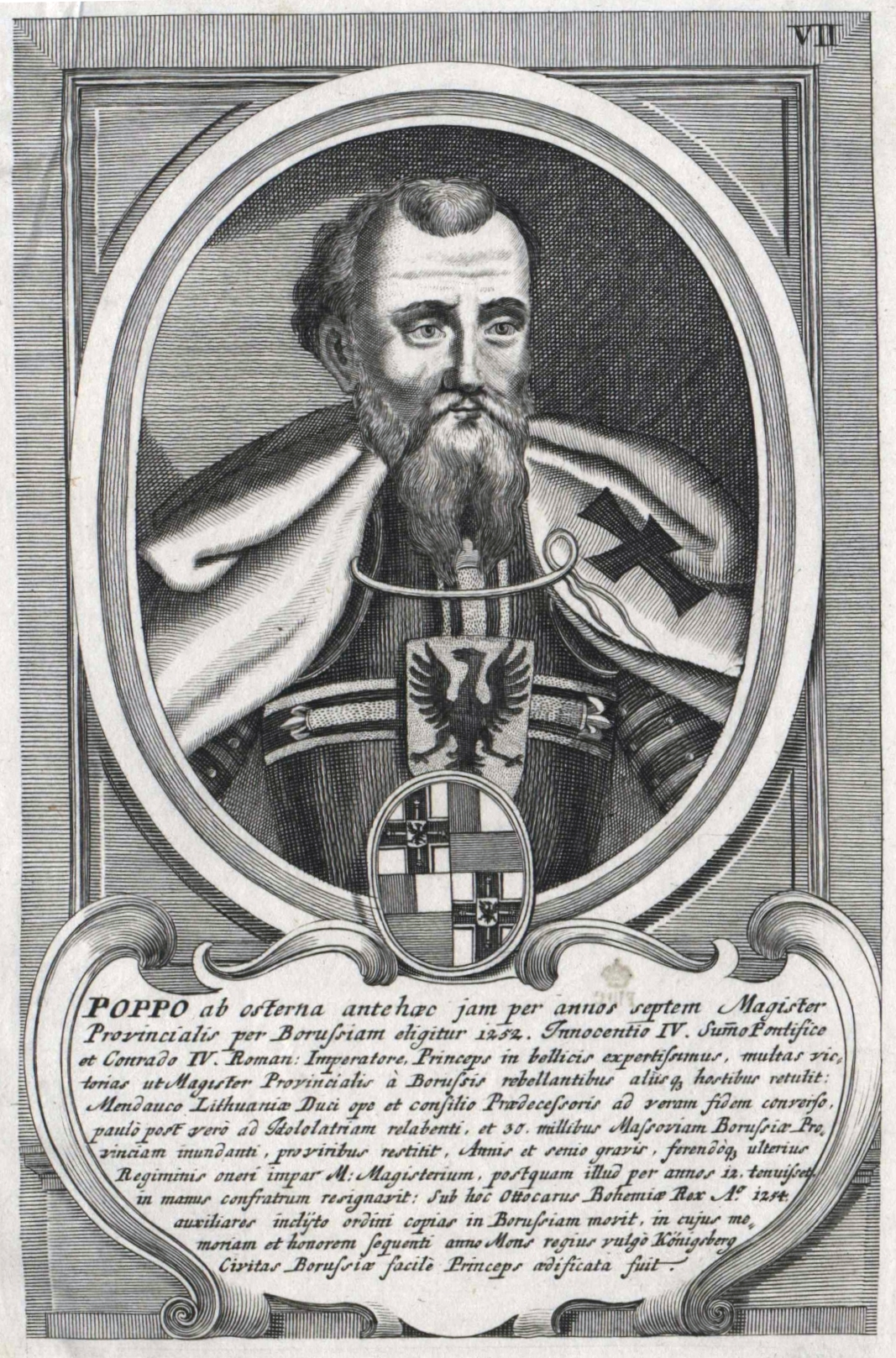
Poppo von Osterna

Poppo von Osterna (* um 1200 in Osternohe bei Nürnberg in Franken; † 6. November, vermutlich 1267) der 9. Hochmeister des Deutschen Ritterordens.

## Leben
Poppo war ein Sohn des Grafen von Wertheim und trat 1227 in den Deutschen Orden ein.
Er gehörte zu jenen ersten Ordensrittern, die 1230 die Weichsel überschritten und die Unterwerfung und Christianisierung Preußens einleiteten. 1241 und 1244 bis 1246 war er Landmeister in Preußen. Dass er 1241 an der Mongolenschlacht bei Liegnitz gegen Orda Khan teilgenommen habe und in dieser von den Mongolen getötet worden sei, ist eine spätere Legende. 1244 brachte er Hilfstruppen aus Österreich nach Preußen und kämpfte erfolgreich gegen Herzog Swantopolk von Pommerellen.
1252/53 wurde er zum Hochmeister des Ordens gewählt. Wie für Hochmeister üblich, begab er sich wahrscheinlich anschließend zum Hauptquartier des Ordens in Palästina, hielt sich aber bereits 1254 wieder in Preußen auf. 1256 trat er vom Amt des Hochmeisters zurück und erhielt 1264 die Komturei Regensburg als Ruhesitz.
Er lässt sich letztmals am 9. Juni 1267 in Regensburg urkundlich nachweisen. Sein Todestag wird mit dem 6. November angegeben. Er starb vermutlich in Schlesien, jedenfalls wurde er in der St.-Jacobs-Kirche in Breslau begraben.